# Lichenodiplis
Lichenodiplis Dyko & D. Hawksw. (lichenodiplis) – rodzaj workowców. Anamorfa Pezizomycotina.

## Systematyka i nazewnictwo
Pozycja w klasyfikacji według Index Fungorum: Incertae sedis, Incertae sedis, Incertae sedis, Incertae sedis, Pezizomycotina, Ascomycota, Fungi.
Gatunek o bliżej nieokreślonej przynależności systematycznej.
Nazwa polska według W. Fałtynowicza.

## Gatunki
- Lichenodiplis crespoae Pérez-Ortega & V. Atienza 2009
- Lichenodiplis dendrographae Diederich & Van den Boom 2003
- Lichenodiplis hawksworthii F. Berger & Diederich 1996
- Lichenodiplis lecanorae (Vouaux) Dyko & D. Hawksw. 1979 – lichenodiplis misecznicowy
- Lichenodiplis lecanoricola (M.S. Cole & D. Hawksw.) Diederich 2003
- Lichenodiplis lichenicola Dyko & D. Hawksw. 1979
- Lichenodiplis opegraphae (D. Hawksw.) Diederich 2003
- Lichenodiplis poeltii S.Y. Kondr. & D. Hawksw. 1996
- Lichenodiplis rinodinicola Kocourk. & K. Knudsen 2009

Nazwy naukowe na podstawie Index Fungorum. Nazwy polskie według W. Fałtynowicza.